# Guido Schüepp
Guido Schüepp (* 1934) ist ein schweizerischer römisch-katholischer Theologe.

## Leben
Nach der Promotion zum Dr. theol. in München am 16. Februar 1963 und der Priesterweihe am 1. Juli 1963 war er von 1963 bis 1967 Vikar in der Pfarrei St. Nikolaus Brugg. Von 1972 bis 1974 war er Pfarrer von St. Peter Schaffhausen. Dann wurde er Professor für Pastoraltheologie an der Universität Fribourg. Von 1982 bis 1989 Pfarrer der Pfarrei Bruder Klaus in Birsfelden.

## Schriften (Auswahl)
- Das Paradox des Glaubens. Kierkegaards Anstöße für die christliche Verkündigung. München 1964, OCLC 5005782.
- Hg.: Flucht und Bindung. Zum Phänomen der „neuen Religionen“. Düsseldorf 1981, ISBN 3-491-77233-8.
- Hg.: Handbuch zur Predigt. Zürich 1982, ISBN 3-545-21036-7.

| Personendaten    | Personendaten      |
| ---------------- | ------------------ |
| NAME             | Schüepp, Guido     |
| KURZBESCHREIBUNG | Schweizer Theologe |
| GEBURTSDATUM     | 1934               |